# Koći
Koći este un sat din municipiul Podgorica, Muntenegru. Conform datelor de la recensământul din 2003, localitatea are 91 de locuitori (la recensământul din 1991 erau 237 de locuitori).

## Demografie
În satul Koći locuiesc 62 de persoane adulte, iar vârsta medie a populației este de 35,2 de ani (32,1 la bărbați și 38,5 la femei). În localitate sunt 23 de gospodării, iar numărul mediu de membri în gospodărie este de 3,96.
|  |

| Demografie | Demografie | Demografie |
| An         | Locuitori  | Locuitori  |
| ---------- | ---------- | ---------- |
|            |            |            |
|            |            |            |
|            |            |            |
|            |            |            |
| 1948       | 416        |            |
| 1953       | 471        |            |
| 1961       | 446        |            |
| 1971       | 536        |            |
| 1981       | 386        |            |
| 1991       | 237        | 198        |
| 2003       | 126        | 91         |

| \| Componența etnică conform recensământului din 2003[2] \| Componența etnică conform recensământului din 2003[2] \| Componența etnică conform recensământului din 2003[2] \| Componența etnică conform recensământului din 2003[2] \| Componența etnică conform recensământului din 2003[2] \| \| ----------------------------------------------------- \| ----------------------------------------------------- \| ----------------------------------------------------- \| ----------------------------------------------------- \| ----------------------------------------------------- \| \| \| \| \| \| \| \| Albanezi \| Albanezi \| \| 73 \| 80,21% \| \| Muntenegreni \| Muntenegreni \| \| 8 \| 8,79% \| \| necunoscută \| necunoscută \| \| 0 \| 0% \| |              |  |    |        |
| Componența etnică conform recensământului din 2003 |              |  |    |        |
| |              |  |    |        |
| Albanezi | Albanezi     |  | 73 | 80,21% |
| Muntenegreni | Muntenegreni |  | 8  | 8,79%  |
| necunoscută | necunoscută  |  | 0  | 0%     |